# Проворний (протичовновий корабель)
«Проворний» (рос. «Проворный») — радянський великий протичовновий корабель проєкту 61 типу «Комсомолець України». Був включений до складу Чорноморського флоту під ім'ям СКР-37.

## Історія
Корабель був закладений на заводі імені 61 комунара в Миколаєві 10 лютого 1961 року. Невдовзі, а саме 23 березня 1962 року, занесений у списки кораблів ВМФ. 11 квітня цього ж року «Проворний» був спущений на воду. 25 грудня 1964 року корабель вступив у стрій і менш ніж через місяць, 22 січня 1965 року, був включений до складу Чорноморського флоту.
У період між 1967 та 1973 роками «Проворний» двічі допомагав збройним силам Єгипту та Сирії, а з 2 по 7 червня 1973 року відвідав французький порт Марсель.
Через рік «Проворному» знадобився капітальний ремонт, і 22 березня 1974 року корабель відшвартувався біля пристані заводу імені 61 комунара. Починаючи з 22 серпня 1973 року по 27 серпня 1974 року корабель модернізовували за проєктом 61Е (експериментальний).
З 2 грудня 1977 року на кораблі проводили швартові випробування. У 1981 році «Проворний» здійснив похід на Північний флот. Наступного року корабель увійшов у склад 70-ї бригади 30-ї дивізії протичовнових кораблів ЧЧФ.
Починаючи з 1 березня 1987 по 21 березня 1988 року на «Проворному» знову почався капітальний ремонт. Проте згодом роботи призупинили, так як корабель вже практично відслужив свій 25-літній термін. 21 серпня 1990 року «Проворний» виключили із складу ВМФ. 31 грудня цього ж року екіпаж корабля було розформовано, 18 лютого 1993 року великий протичовновий корабель відправився в Інкерман на металобрухт.